# Val Dumentina
La Val Dumentina è una valle della Lombardia situata all'estremo nord della provincia di Varese e in gran parte confinante con la Svizzera.

## Geografia
La valle si apre dal monte Lema, al confine con la Svizzera, e si estende fino al comune di Luino. I due comuni della valle sono Dumenza e Agra, alcune parti montane ai piedi del monte Lema fanno parte del comune di Curiglia con Monteviasco.